# 平澜隧道
平澜隧道是浙江省杭州市萧山区平澜路上的一条隧道，属于城市道路隧道，是杭州亚运村的配套工程，全长1919米，其中暗埋段长1505米，2025年1月20日与奔竞隧道一同开通。